# Эримантос
Эри́мантос (греч. Ερύμανθος) — горы в Греции, в одноимённой общине в периферии Западная Греция. Находится на полуострове Пелопоннес. Имеет несколько пиков. Высота самой высокой вершины Карапиргос (Оленос, греч. Ωλενός) составляет 2223 метров над уровнем моря. Четвёртая по высоте гора на полуострове Пелопоннесе. Склоны покрыты лесами как правило горными до высоты 1000—1600 м, выше располагаются альпийские луга и каменистые пустоши.
В античное время гора называлась Эри́манф.